# Oki's Movie
Oki's Movie (hangŭl: 옥희의 영화, latinizzazione riveduta: Okhui-ui yeonghwa) è un film del 2010 scritto e diretto dal regista sudcoreano Hong Sang-soo. Il film, diviso su più linee temporali, racconta il triangolo tra la studentessa universitaria Oki, un professore di cinema più grande di lei e un ex studente che sta emergendo come regista.
Non è stato distribuito nelle sale cinematografiche italiane. È stato tuttavia trasmesso in televisione da Rai 3 lunedì 23 febbraio 2015 con dialoghi in coreano sottotitolati in italiano.